# André Luguet
André Luguet, all'anagrafe André Maurice Jean Allioux-Luguet (Fontenay-sous-Bois, 15 maggio 1892 – Cannes, 24 maggio 1979), è stato un attore, regista e sceneggiatore francese.

## Biografia
André Luguet nacque a Fontenay-sous-Bois (Francia), in una famiglia di artisti, suo padre era un regista teatrale alla Comédie-Française e anche sua figlia, Rosine Luguet, diventerà un'attrice di successo.
André Luguet studiò in Francia e in Gran Bretagna al Graven College di Beckenham.  Grazie alla sua buona padronanza dell'inglese, debuttò sul palcoscenico di un teatro di Londra e proseguì la sua formazione professionale al Conservatorio di Arte Drammatica di Parigi.
Si dedicò con successo al teatro, dopo una lunga collaborazione con la Comédie-Française negli anni venti, trionfò al teatro del boulevard, scrivendo anche alcune opere.
La sua principale attività nel mondo del cinema è stata quella di interprete, dove esordì a soli diciassette anni, in un film di Georges Le Faure, La fille du contrebandier (1909), continuando contemporaneamente le due carriere, teatrale e cinematografica, fino alla prima guerra mondiale, recitando in quaranta cortometraggi realizzati il più delle volte da Léonce Perret e Louis Feuillade.
Collaborò anche a sceneggiature, ai dialoghi e alla regia dei film in cui recitò.
Successivamente, aiutato dal suo umorismo e dal suo fascino, si trasferì per qualche anno a Hollywood per Spectrum Verde (1929),.
Tra i lavori più interessanti, da citare la partecipazione al film Beating Heart (1940) di Henri Decoin dove interpretò la parte di Le comte d'Argay - l'ambassadeur, Signé illisible (1942) e Voglio sposare mia moglie (1943).
Luguet scrisse e diresse se stesso in Pour régner (1916) e in Le Bluffeur (1930). Nel 1949 adattò per il cinema La Patronne, tratta da un'opera teatrale recitata oltre quattrocento volte con Annie Ducaux.
Nel 1954 lavorò con Giacomo Gentilomo per la realizzazione del film Le due orfanelle, dove interpretò la parte del conte di Linières.
Tra i suoi partner principali si possono menzionare Lili Damita, Gaby Morlay, Françoise Rosay, Bette Davis, Edwige Feuillère, Suzy Prim.
André Luguet lavorò con Brigitte Bardot nel 1963, in Un'adorabile idiota di Édouard Molinaro, che fu una delle sue ultime grandi apparizioni cinematografica.
Nel 1969, La maison de campagne di Jean Girault, con Jean Richard, fu il suo centocinquantesimo e ultimo film dopo cinquanta anni di ininterrotta carriera cinematografica.
André Luguet morì all'età di 87 anni il 24 maggio 1979 a Cannes,a causa di una malattia incurabile.

## Filmografia

### Film muti
- La Fille du contrebandier, regia di Georges Le Faure (1909)
- L'Âme du violon, regia di Léonce Perret (1911)
- On ne joue pas avec le cœur, regia di Léonce Perret (1911)
- La Fille du margrave, di Léonce Perret (1911)
- Comment on les garde, di Léonce Perret (1911)
- Comment on les prend, di Léonce Perret (1911)
- Irma et le cor (1911)
- Les Béquilles, di Léonce Perret (1911)
- Le Mariage de Zanetto, regia di Léonce Perret (1911)
- Les Blouses blanches, regia di Léonce Perret (1912)
- La Chrysalide (1912)
- La Faute de Madame Pinchard (1912)
- Sérénade méritée (1912)
- Stratagème (1912)
- Les Surprises de l'amour (1912)
- Le Délire de la belle maman (1912)
- La Gloire et la douleur de Ludwig van Beethoven, regia di Georges-André Lacroix (1912)
- La Perle égarée, regia di Henri Fescourt (1912)
- La Conversion d'Irma, regia di Louis Feuillade (1912)
- Androcle (Androclès), regia di Louis Feuillade (1912)
- L'Espalier de la marquise, regia di Léonce Perret (1912)
- Le campane di Pasqua (Les Cloches de Pâques), regia di Louis Feuillade (1912)
- Jeune fille moderne, regia di Louis Feuillade (1912)
- La Leçon d'amour, di regia Louis Feuillade (1912)
- Marquisette et troubadour, regia di Léonce Perret (1912)
- Nanine, femme d'artiste, regia di Léonce Perret (1912)
- Notre premier amour, regia di Léonce Perret (1912)
- Bagnes d'enfants, regia di Émile Chautard (1913)
- Il menestrello di Bretagna (Le Ménestrel de la reine Anne), regia di Louis Feuillade (1913)
- La Robe blanche, regia di Louis Feuillade (1913)
- Il morto che uccide (Le Mort qui tue), regia di Louis Feuillade (1913)
- Fantômas - À l'ombre de la guillotine, regia di Louis Feuillade (1913)
- Juve contro Fantomas (Juve contre Fantômas), regia di Louis Feuillade (1913)
- Le Coup de foudre (1913)
- Léonce à la campagne, regia di Léonce Perret (1913)
- Léonce et Toto, regia di Léonce Perret (1913)
- Peine d'amour, regia di Henri Fescourt (1914)
- Manon de Montmartre, regia di Louis Feuillade (1914)
- Le Faux Magistrat, regia di Louis Feuillade (1914)
- Fantomas contro Fantomas (Fantômas contre Fantômas), regia di Louis Feuillade (1914)
- France d'abord, regia di Henri Pouctal (1915)
- Les Vieilles Femmes de l'hospice, regia di Jacques Feyder (1917)
- Les Cinq Gentlemen maudits, regia di Luitz-Morat (1920)
- Le Talion, regia di Charles Maudru (1921)
- L'Empereur des pauvres, regia di René Leprince (1921)
- L'Écran brisé, regia di René d'Auchy (1922)
- Soirée mondaine, regia di Pierre Colombier (1923)
- Pour régner, regia di André Luguet (1926)
- La Revue des revues, regia di Alex Nalpas e Joe Francis (1927)
- La Voix de sa maîtresse, regia di Roger Goupillières (1929)

### Film sonori
- Le Spectre vert, regia di Jacques Feyder (1930)
- Si l'empereur savait ça, regia di Jacques Feyder (1930)
- Le Père célibataire, regia di Arthur Robison (1930)
- Monsieur le Fox, regia di André Luguet e Hal Roach (1930)
- Buster se marie, regia di Edward Brophy e Claude Autant-Lara (1931)
- Cœur de lilas, regia di Anatole Litvak (1931)
- L'ingannatrice (Quand on est belle), regia di Arthur Robison (1931)
- L'Amour à l'américaine, regia di Claude Heymann e Pál Fejös (1931)
- Il diavolo sciancato (The Mad Genius), regia di Michael Curtiz (1931)
- Gloria, regia di Yvan Noé e Hans Behrendt (1931)
- Le Bluffeur, regia di André Luguet e Henry Blanke (1932)
- L'avventura di Teri (Jewel Robbery), regia di William Dieterle (1932)
- The Man Who Played God, regia di John G. Adolfi (1932)
- Jenny Lind, regia di Arthur Robison (1932)
- Love is a racket, regia di William A. Wellman (1932)
- La Poule, regia di René Guissart (1932)
- Une faible femme, regia di Max de Vaucorbeil (1932)
- Matricule 33, regia di Karl Anton (1933)
- Il était une fois, regia di Léonce Perret (1933)
- Le Monde où l'on s'ennuie, regia di Jean de Marguenat (1934)
- Le Rosaire, regia di Gaston Ravel e Tony Lekain (1934)
- Jeanne, regia di Victor Tourjansky (1934)
- Bourrachon, regia di René Guissart (1935)
- Samson, regia di Maurice Tourneur (1935)
- Les Amants terribles, regia di Marc Allégret (1936)
- À nous deux, madame la vie, regia di Yves Mirande e René Guissart (1936)
- L'Escadrille de la chance, regia di Max de Vaucorbeil (1937)
- Il demone del gioco (La Dame de pique), regia di Fedor Ozep (1937)
- Êtes-vous jalouse ?, regia di Henri Chomette (1937)
- Alexis gentleman chauffeur, regia di Max de Vaucorbeil (1938)
- La Vie des artistes, regia di Bernard-Roland (1938)
- L'Avion de minuit, regia di Dimitri Kirsanoff (1938)
- Tempeste (Tempête), regia di Dominique Bernard-Deschamps (1939)
- Ragazze in pericolo (Jeunes filles en détresse), regia di Georg Wilhelm Pabst (1939)
- Piccola ladra (Battement de cœur), regia di Henri Decoin (1940)
- Le Collier de chanvre, regia di Léon Mathot (1940)
- Boléro, regia di Jean Boyer (1941)
- Le Mariage de Chiffon, regia di Claude Autant-Lara (1941)
- L'ultimo dei sei (Le Dernier des six), regia di Georges Lacombe (1941)
- Mademoiselle Béatrice, regia di Max de Vaucorbeil (1942)
- L'Inévitable Monsieur Dubois, regia di Pierre Billon (1942)
- Signé illisible, regia di Christian Chamborant (1942)
- L'Honorable Catherine, regia di Marcel L'Herbier (1942)
- La Femme que j'ai le plus aimée, regia di Robert Vernay (1942)
- L'Homme qui vendit son âme, regia di Jean-Paul Paulin (1943)
- Voglio sposare mia moglie (Arlette et l'Amour), regia di Robert Vernay (1943)
- Mistero biondo (Mademoiselle X), regia di Pierre Billon (1944)
- Farandole, regia di André Zwobada (1944)
- Quella che tu non sei (Florence est folle), regia di Georges Lacombe (1944)
- Au petit bonheur, regia di Marcel L'Herbier (1946)
- Six heures à perdre, regia di Alex Joffé (1946)
- La sconfitta di Don Giovanni (Une jeune fille savait), regia di Maurice Lehmann (1947)
- L'avventura comincia domani (L'Aventure commence demain), regia di Richard Pottier (1947)
- Bonheur en location, regia di Jean Wall (1948)
- Tous les deux, regia di Louis Cuny (1948)
- La Patronne, regia di Robert Dhéry (1949)
- Vacanze a Montecarlo (Nous irons à Monte-Carlo), regia di Jean Boyer (1951)
- Le Père de Mademoiselle, regia di Marcel L'Herbier e Robert-Paul Dagan (1953)
- Les Amoureux de Marianne, regia di Jean Stelli (1953)
- Madame du Barry, regia di Christian-Jaque (1954)
- Le due orfanelle (Les Deux Orphelines), regia di Giacomo Gentilomo (1954)
- Il carnet del maggiore Thompson (Les Carnets du major Thompson), regia di Preston Sturges (1955)
- Lorsque l'enfant paraît, regia di Michel Boisrond (1956)
- C'est arrivé à Aden, regia di Michel Boisrond (1956)
- Mimi Pinson, regia di Robert Darène (1957)
- La casa di Madame Kora (Méfiez-vous fillettes), regia di Yves Allégret (1957)
- Una parigina (Une Parisienne), regia di Michel Boisrond (1957)
- Le donne sono deboli (Faibles femmes), regia di Michel Boisrond (1958)
- Sacrée Jeunesse, regia di André Berthomieu (1958)
- Le radici del cielo (The Roots of Heaven), regia di John Huston (1958)
- Il magnifico detective (Comment qu'elle est), regia di Bernard Borderie (1960)
- Callaghan contro Maschera Nera (Callaghan remet ça), regia di Willy Rozier (1960)
- Paris Blues, regia di Martin Ritt (1961)
- Il granduca e mister Pimm (Love is a Ball), regia di David Swift (1962)
- Una adorabile idiota (Une ravissante idiote), regia di Édouard Molinaro (1963)
- ...poi ti sposerò (Un monsieur de compagnie), regia di Philippe de Broca (1964)
- Come sposare un primo ministro (Comment épouser un premier ministre), regia di Michel Boisrond (1964)
- L'Enfer, regia di Henri-Georges Clouzot (1964)
- L'amante infedele (La Seconde vérité), regia di Christian-Jaque (1965)
- Sparate su Stanislao (Pleins Feux sur Stanislas), regia di Jean-Charles Dudrumet (1965)
- La Maison de campagne, regia di Jean Girault (1969)